# Internazionali Femminili di Tennis di Brescia 2013
Gli Internazionali Femminili di Tennis di Brescia 2013 sono stati un torneo di tennis facente parte della categoria ITF Women's Circuit nell'ambito dell'ITF Women's Circuit 2013. Il torneo si è giocato a Brescia in Italia dal 3 al 10 giugno 2013 su campi in terra rossa e aveva un montepremi di 25 000 $.

## Vincitrici

### Singolare
Viktorija Golubic ha battuto in finale  Anastasia Grymalska con il punteggio di 6–4, 6–4

### Doppio
Monique Adamczak /  Yurika Sema hanno battuto in finale  Réka-Luca Jani /  Irina Chromačëva con il punteggio di 6–4, 7–5